# Christiaan Berger
Christiaan David (Chris) Berger (27. dubna 1911 Amsterdam – 12. září 1965 tamtéž) byl nizozemský atlet, sprinter, dvojnásobný mistr Evropy z roku 1934.

## Sportovní kariéra
Startoval na olympiádě v Los Angeles, kvůli únavě z cesty (10 dnů na lodi a 7 dnů ve vlaku) však nepostoupil z rozběhů na 100 i 200 metrů. Nejúspěšnější sezónou pro něj byl rok 1934. Na prvním mistrovství Evropy v Turínu zvítězil ve finále běhu na 100 i 200 metrů. Zároveň byl členem bronzové nizozemské štafety na 4 x 100 metrů. V závěru sezóny navíc vyrovnal světový rekord a vytvořil nový evropský rekord v běhu na 100 metrů časem 10,3 s.